# Myoxocephalus matsubarai
Myoxocephalus matsubarai är en fiskart som beskrevs av Watanabe, 1958. Myoxocephalus matsubarai ingår i släktet Myoxocephalus och familjen simpor. Inga underarter finns listade i Catalogue of Life.